# Auricupride
L'auricupride est un alliage naturel qui associe le cuivre et l'or. Sa formule chimique est Cu3Au. L'alliage cristallise dans le système cristallin cubique et se présente sous forme de grains malléables ou de masses lamellaires. Sa couleur est jaune opaque avec une teinte rougeâtre. Elle a une dureté de 3,5 et une densité de 11,5. 
Il existe une variante appelée tétra-auricupride (CuAu). L'argent peut être présent, ce qui donne la variété argentocuproauride (Cu3(Au,Ag)). Elle fait partie du groupe des pérovskites non stœchiométriques. 
Décrite pour la première fois en 1950 pour un événement dans les montagnes de l'Oural en Russie, elle a été nommée d'après sa composition en Au et Cu. Elle se présente sous forme de produit de démélange à basse température dans les serpentinites et sous forme de « halos » d'oxydoréduction dans les dépôts rouges. On la trouve le plus souvent au Chili, en Argentine, en Tasmanie, en Russie, à Chypre, en Suisse et en Afrique du Sud. La base de données Mindat.org recense 37 gisements dans le monde,.

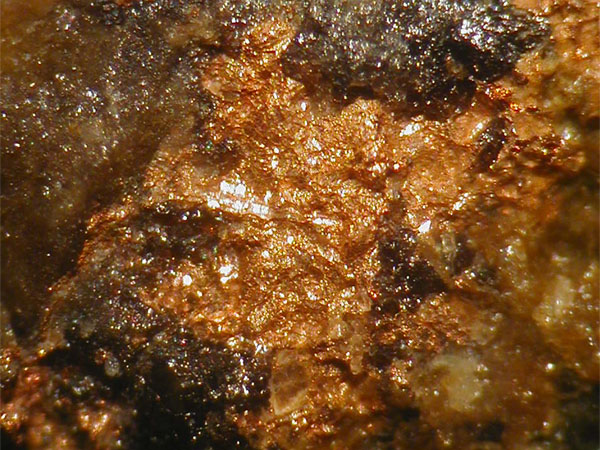
Auricupride de Karabach dans l'Oural. Largeur de champ : 2 mm

## Lecture complémentaire
- (en) H. Wayne Richardson, Handbook of Copper Compounds and Applications, CRC Press, 16 janvier 1997 (ISBN 978-1-4822-7746-3, DOI 10.1201/9781482277463, présentation en ligne)